# 高山静子
高山 静子（たかやま しずこ）は、日本の教育学者で元東洋大学教授。保育者の専門性とその獲得過程に関する研究を行い、保育園や幼稚園の環境づくりの第一人者として知られる。

## 経歴
九州大学大学院人間環境学府にて教育学の博士号を取得。子育て中に保育士資格を取得し、保育士に転職。その後、保育士を退職し、福岡市で保護者とともに地域子育て支援に携わる。保育や子育て支援の実務経験を経たのち、2008年（平成20年）より保育者の養成および研究に従事する。
中村学園大学で非常勤講師を務め、その後、浜松学院大学にて専任講師・現代コミュニケーション学部准教授を歴任。2013年（平成25年）4月に東洋大学に着任し、福祉社会デザイン学部子ども支援学科およびライフデザイン学研究科生活支援学専攻の教授を務め、2025年（令和7年）3月に退任した。

## 著書
単著
- 『子育て支援　ひだまり通信　遊びとしつけの上手なコツ』（チャイルド本社・2010年7月）[2]
- 『環境構成の理論と実践』（エイデル研究所・2014年6月）
- 『学びを支える保育環境づくり―幼稚園・保育園・認定こども園の環境構成』（小学館・2017年5月）
- 『子育て支援の環境づくり』（エイデル研究所・2018年6月）
- 『保育者の関わりの理論と実践』（エイデル研究所・2019年4月）
- 『保育者の関わりの理論と実践ー教育と福祉の専門職として』（エイデル研究所・2019年6月）
- 『環境構成の理論と実践ー保育の専門性に基づいて』（郁洋舎・2021年3月）
- 『改訂　保育者の関わりの理論と実践ー保育の専門性に基づいて』（郁洋舎・2021年3月）
- 『保育内容5領域の展開ー保育の専門性に基づいて』（郁洋舎・2022年7月）
- 『0〜6歳 脳を育む親子の「会話」レシピ』（風鳴舎・2022年12月）
- 『子どもの把握と理解ー保育の専門性に基づいて』（郁洋舎・2024年9月）[9]

共著
- 『家族援助論』（保育出版社・2006年7月）
- 『事例でわかる 保育所保育指針・幼稚園教育要領』（第一法規出版・2009年2月）
- 『育つ・つながる子育て支援〜 具体的な技術・態度を身につける32のリスト』（チャイルド本社・2009年2月）
- 『保護者支援スキルアップ講座』（ひかりのくに社・2010年5月）
- 『子どもと家族』（学文社・2010年8月）
- 『保育相談支援』（ミネルヴァ書房・2011年3月）
- 『よくわかる家庭支援論』（ミネルヴァ書房・2011年4月）
- 『ワークで学ぶ保育・教育職の実践演習』（建ぱく社・2014年4月）
- 『幼児教育における環境構成の理論』（風鳴舎・2018年10月）

解説・執筆協力
- 『3000万語の格差』（明石書店・2018年5月）
- 『保育学用語辞典』（中央法規出版・2019年12月）